# あばずれ女のバラード
『あばずれ女のバラード』（あばずれおんなのバラード、Ain't Love a Bitch）は、ゲイリー・グレインガーとロッド・スチュワートによって書かれた楽曲。スチュワートはこの曲を『スーパースターはブロンドがお好き』の収録曲として発売し、アルバムの中でグロリア・グレインガーと共作した4曲のうちの1曲だった。1979年にシングルとしても発売され、イギリスのチャートで11位、アメリカのBillboard Hot 100では22位を記録した。イギリスのチャートでは8週に渡って、アメリカのチャートでは6週に渡ってチャートインした。この曲はいくつかの国でトップ10に入り、その中にはアイルランドも含まれる。ビルボードはこの曲と「アイム・セクシー」の成功によってスチュワートを1979年のトップ・シングル・アーティストで7位にランクさせた。
スチュワートはこの曲をデイヴ・アレンの『デイヴ・アレン・アット・ラージ』で披露した。本楽曲のビデオは『スーパースター・ストーリー ～ ザ・ベスト・オブ・ロッド・スチュワート』のデラックス・エディションのDVDに収録された。

## チャート
| チャート (1979年)                      | 最高位 |
| -------------------------------------- | ------ |
| アイルランド (IRMA)                    | 5      |
| イギリス (The Official Charts Company) | 11     |
| 全米 Billboard Hot 100                 | 22     |